# Choros nr. 13
Choros nr. 13 zou een compositie van de Braziliaanse componist Heitor Villa-Lobos zijn. Probleem bij dit werk dat geschreven zou zijn voor twee (!) orkesten en harmonieorkest is dat het nooit boven tafel is gekomen. Er zijn theorieën over bestaande zeer eenvoudige schetsen, maar het zou ook kunnen zijn, dat het werk alleen nog in het hoofd van de componist zat.
Het zoekraken van werken van Villa-Lobos is een struikelblok bij de reconstructie van diens werken; ook zijn Choros nr. 14 en vijfde symfonie zijn zoek. Reden daarvoor bij Choros nr. 13 en 14 is te vinden in het feit dat de composnit veelvuldig in Parijs verbleef en dan heen en weer reisde naar Brazilië. Echter na een de revolutie in 1930 in Brazilië door Getúlio Vargas mochten er geen betalingen naar het buitenland plaatsvinden, waardoor Villa-Lobos' huis in Parijs niet meer betaald werd.